# Due occhi diabolici
Due occhi diabolici (Two Evil Eyes) è un film del 1990 in due episodi, diretti rispettivamente da George A. Romero e da Dario Argento.
Il film nasce come un omaggio allo scrittore Edgar Allan Poe e originariamente gli episodi dovevano essere quattro, rispettivamente di Romero, Argento, Stephen King e John Carpenter.

## Trama
Fatti nella vita del signor Valdemar (regia di George A. Romero)
Il sessantacinquenne signor Valdemar è un ricco possidente che viene condotto alla morte da Robert, suo medico curante il quale, in combutta con Jessica, la quarantenne moglie del ricco, mira a impossessarsi dell'eredità. Per formalizzare il lascito delle sue proprietà alla moglie, Valdemar viene indotto dal medico, mediante ipnosi, a sottoscrivere un testamento. Tuttavia, proprio in quel momento in cui ancora per poco era necessario che restasse in vita, ormai gravemente ammalato, muore. Per dare corso alla pratica ereditaria, in concerto con l'avvocato testamentario, la morte di Valdemar deve essere posposta di alcuni giorni e Robert decide di congelarne il corpo in cantina. Ma in queste condizioni, l'uomo manifesta la sua riviviscenza: essendo morto in stato di ipnosi, l'anima non ha abbandonato il corpo e la sua presenza apre il varco per l'accesso al mondo dei vivi alle anime di uomini morti.
Quando il passaggio degli spiriti in questo mondo finalmente avviene, Valdemar si alza dal refrigeratore e sale in casa. Lì si trova Jessica, mentre Robert sta scavando, nel bosco vicino, una fossa per seppellire il corpo. Rivedendo la moglie che ha cercato di incastrarlo e di derubarlo del suo patrimonio, la uccide con un colpo della pistola. Vedendo la scena, il medico, amante della donna appena deceduta, sveglia dall'ipnosi il signor Valdemar, il quale gli annuncia che ormai è troppo tardi, mentre Robert scappa con i soldi che lei aveva prelevato prima della sua morte. Rifugiatosi in un appartamento in città, dopo essere scappato dal luogo del duplice delitto, per poter dormire si auto-ipnotizza.
Nel frattempo la polizia arriva sul luogo dove la signora e il signor Valdemar sono accasciati al suolo senza vita. La prima supposizione è che si sia trattato di un omicidio-suicidio da parte della signora Valdemar, ma successive supposizioni portano al possibile coinvolgimento dell'accaduto da parte del medico. Nella stanza da letto dell'appartamento dove il medico si trova a letto ipnotizzato, delle ombre entrano facendo volare il denaro da tutte le parti, il metronomo si alza in aria, si capovolge e cade, uccidendo il medico sotto ipnosi. Due settimane dopo, la polizia irrompe così nell'appartamento. Dietro uno dei due poliziotti improvvisamente spunta Robert, il quale, morto sotto ipnosi, non è né vivo né morto, e si dispera perché non c'è nessuno che lo possa svegliare.
Il gatto nero (regia di Dario Argento)

Usher nella scena dell'omicidio

Roderick Usher, fotografo di cronaca nera, è morbosamente attratto da immagini di violenza e di morte. È sempre presente sui luoghi di brutali delitti, documentando con dovizia di particolare dettagli di corpi amputati o di cadaveri in avanzato stato di decomposizione. Il suo ultimo progetto, un libro con immagini atte a sanare l'appetito dei sadici, vede coinvolto un gatto nero sottoposto a sevizie documentate in sequenza fotografica. Annabel, la convivente di Usher, si accorge che la gatta a cui è legata è scomparsa. Passando nei pressi di una libreria, la ragazza scopre l'edizione del libro fotografico di Usher, nel quale campeggia, in copertina, l'immagine della gatta nera sottoposta a tortura. Il collegamento è immediato, anche perché il convivente in più occasioni ha maltrattato l'animale. Ma la presenza di un'altra gatta nera, con una strana macchia bianca (a forma di capestro), spunta di fronte al fotografo, che la prende e la porta a casa per ucciderla, ma Annabel vede Usher che cerca di soffocare il gatto con un cappio, e reagisce facendo scappare via il gatto, ma venendo uccisa da Usher. Quindi mura la sua ex-fidanzata, ma un allievo violinista di Annabel nota che quest'ultima è scomparsa.
Nel frattempo sente dei miagolii provenienti dalla stanza senza porte che Usher aveva usato per nascondere il cadavere della sua fidanzata uccisa da lui, e si accorge di aver murato per errore anche il gatto che non era riuscito ad uccidere, ma quando il gatto distrugge il muro per uscire e salta addosso al fotografo, quest'ultimo si difende uccidendolo con una sega. Due poliziotti entrano nella casa dell'assassino, cercando il cadavere, finché non sentono dei miagolii nella stanza murata; i due vanno a controllare e, distruggendo il muro, vedono il cadavere ormai quasi del tutto mangiato dai cuccioli di gatto che la gatta che stava là dentro aveva partorito, infatti quella gatta era incinta. Il fotografo riesce a uccidere i due poliziotti, ma la sua mano è legata con le manette alla mano del poliziotto morto. Mentre alla porta bussa la polizia e le chiavi delle manette sono cadute nel pianerottolo di sotto, Usher, trainando il corpo del poliziotto, cerca di scappare dalla finestra, ma rimane impigliato alla corda, impiccandosi.

## Critica
Pur non mostrando di apprezzare particolarmente il film, il confronto tra due mostri sacri del cinema horror ha comunque destato interesse. Paolo Mereghetti assegna al film una stella e mezzo: il primo episodio ha una certa tensione. Mentre il secondo, nonostante abbia meno manierismi argentiani del previsto, scende sensibilmente di tono. Di tutt'altro avviso è Rudy Salvagnini, che nel suo Dizionario dei film Horror dà al film tre stelle: purtroppo, la versione di Romero non è più d'una diligente rielaborazione moderna del racconto di Poe. Prevedibile e quasi televisivo (!), l'episodio si ravviva solo a tratti (...), mentre Dario Argento se non raggiunge il capolavoro, lo sfiora. Sicuramente, è la cosa migliore fatta da Argento negli ultimi vent'anni, una morbosa e perversa attualizzazione del racconto di Poe che trattiene in pieno (...) lo spirito ossessivo del racconto (...), rende quasi imbarazzante il confronto con il primo episodio. Dello stesso avviso è Pino Farinotti: Due stili diversi attraversano gli episodi: quello di Romero ha un taglio claustrofobico, quasi televisivo, mentre quello di Argento, di gran lunga migliore, crea suggestioni di taglio visionario che lo rendono inquietante. Particolarmente incisiva l'interpretazione di Harvey Keitel. Più freddo Morando Morandini, che nel suo Dizionario dei film assegna al film due stelle: i due mediometraggi non contano molto nella carriera dei due registi. Romero punta sull'apologo: lineare e scontato; Argento abusa di citazioni e ammiccamenti: macabro e orripilante con qualche zampata.
La colonna sonora originale, composta da Pino Donaggio, è stata pubblicata per la prima volta in LP e MC dalla Ricordi International in concomitanza con l'uscita del film. Nel 2024 la colonna sonora è stata ristampata in vinile e compact disc special edition dall'etichetta Rustblade Records, in collaborazione con Bluebelldisc Music, su licenza dell'editore Faso Edizioni Musicali.